# كريغ آرمسترونغ
كريغ آرمسترونغ (بالإنجليزية: Craig Armstrong )‏ (و. 1959  م) هو ملحن، ومعلم موسيقى، ومؤلفو موسيقى تصويرية من إسكتلندا، والمملكة المتحدة، ولد في غلاسكو.

## جوائز
حصل على جوائز منها:
- نيشان الإمبراطورية البريطانية من رتبة ضابط.

## وصلات خارجية
- كريغ آرمسترونغ على موقع IMDb (الإنجليزية)
- كريغ آرمسترونغ على موقع ألو سيني (الفرنسية)
- كريغ آرمسترونغ على موقع ميوزك برينز (الإنجليزية)
- كريغ آرمسترونغ على موقع أول موفي (الإنجليزية)
- كريغ آرمسترونغ على موقع بوكس أوفيس موجو (الإنجليزية)
- كريغ آرمسترونغ على موقع قاعدة بيانات الأفلام السويدية (السويدية)
- كريغ آرمسترونغ على موقع إن إن دي بي (الإنجليزية)
- كريغ آرمسترونغ على موقع أول ميوزيك (الإنجليزية)
- كريغ آرمسترونغ على موقع ديسكوغز (الإنجليزية)
- كريغ آرمسترونغ على موقع قاعدة بيانات الفيلم (الإنجليزية)